# Figari
Figari es una comuna francesa del departamento de Córcega del Sur, en la colectividad territorial de Córcega.

## Demografía
| 690 | 701 | 834 | 1 022 | 914 | 1 005 | 1 117 | 1 336 | 1 446 |
| Para los censos de 1962 a 1999 la población legal corresponde a la población sin duplicidades (Fuente: INSEE [Consultar]) |     |     |       |     |       |       |       |       |